# Fueros de Daroca
Los Fueros de Daroca son los fueros concedidos por el conde de Barcelona y príncipe de Aragón Ramón Berenguer IV en la ciudad aragonesa de Daroca en 1142. 

## Origen
Parecen redactados sobre la base de los Fueros de Soria que concedió en la ciudad castellana el rey de Aragón y Pamplona Alfonso I de Aragón en 1129. El texto concedido en la ciudad aragonesa por el conde de Barcelona y príncipe de Aragón Ramón Berenguer IV parece una recopilación de los anteriores, a pesar de que algunos de ellos fueron redactados en la misma Daroca.

## Expansión
Los Fueros de Daroca se expandieron hasta Benatanduz, y quizás con alguna alteración hasta Teruel. En esta ciudad estuvieron en vigor desde la conquista de Tirwal por parte del rey Alfonso II de Aragón el Casto en 1171, hasta que este rey concedió unos fueros específicos en 1176 (los Fueros de Teruel).

## Valoración
Los Fueros de Daroca, conjuntamente con los Fueros de Calatayud y los Fueros de Teruel, constituyen los tres grandes fueros de la Extremadura aragonesa. Estos otorgaban una gran autonomía a los Consejos y notables excepciones fiscales y militares para favorecer la colonización. 
Así mismo, los Fueros de Daroca en concreto destacan por la protección del aldeano local frente al forastero, donde son todavía más exigentes que los Fueros de Calatayud, a pesar de que hay menos tolerancia hacia el homicidio de forasteros. 
También destacan en proteger a la familia legítima y no permiten que en el testamento se deje a un hijo una parte menor que a otro. Aparece también el derecho de la troncalidad.